# باشگاه فوتبال توفان تهران
توفان یا طوفان یک باشگاه فوتبال در تهران، ایران بود. اولین تیمی که صاحب تماشاگر اختصاصی بود تیم کلوپ تهران بود که بعدها به توفان تغییر نام داد. توفان تا ۱۵ سال یکه‌تاز قدرت و محبوبیت بود اما وقتی در سال ۱۳۲۱ تیم دارایی تأسیس شد، تعدادی از تماشاگران خود را با این تیم تقسیم کرد.
توفان در اوایل دهه ۱۳۲۰ تیم بزرگی بود و در آن سال‌ها رقابت جدی برای قهرمانی جام باشگاه‌های تهران بین توفان و دارایی وجود داشت.
دیدار توفان و دارایی در سال ۱۳۲۴، اولین مسابقه مهم و تاریخ ساز باشگاهی در ایران بود که ۱۵ هزار تماشاگر داشت. مصطفی مکری و حسین مبشر، دو رئیس فدراسیون بعدی فوتبال ایران در این دو تیم بازی می‌کردند.
در اوایل دهه ۱۳۲۰، بازیکنان بزرگی در این تیم بازی می‌کردند، مانند مصطفی مکری، مصطفی بهارمست (پدر اسفندیار بهارمست)، قاسم سلیمی، هدایت کلانتر، مصطفی سلیمی، هدایت گیلانشاه، برادران فرزانگان، اکبر حیدری (معروف به توفان)، حسام محسنی،عیسی الهی، عباس قریب و حسین صدقیانی و حسین خان سردار هم مسوولیت سرپرستی این تیم را بر عهده داشت.
کلوپ توفان در سال ۱۳۰۲ در نخستین مسابقات رسمی جام باشگاه‌های تهران به همراه کلوپ ایران و اسپرت ارامنه حضور داشت که در این مسابقات کلوپ ایران قهرمان شد. در سال بعد نیز دو تیم اجتماعیون و شعاع به مسابقات اضافه شدند، اما دوباره تیم کلوپ ایران قهرمان مسابقات شد.

## افتخارات
جام باشگاه های تهران:
قهرمان: ۱۳۱۱، ۱۳۱۲، ۱۳۱۷، ۱۳۲۳